# Eugeniusz Reszczyński
Eugeniusz Reszczyński (ur. w 1937) – polski lekkoatleta, specjalizujący się w biegach średniodystansowych.

## Osiągnięcia
- Mistrzostwa Polski seniorów w lekkoatletyce
  - Bydgoszcz 1963 – srebrny medal w biegu na 800 m

## Rekordy życiowe
- bieg na 400 metrów
  - stadion – 48,30 (Wałbrzych 1963)
- bieg na 800 metrów
  - stadion – 1:49,10 (Bydgoszcz 1964)
- bieg na 1000 metrów
  - stadion – 2:22,40 (Bydgoszcz 1963)